# ميكي روز
ميكي روز (بالإنجليزية: Mickey Rose)‏ هو كاتب سيناريو وكاتب أمريكي، ولد في 20 مايو 1935 في بيدفورد ستايفسانت ‏ في الولايات المتحدة، وتوفي في 7 أبريل 2013 في بيفرلي هيلز في الولايات المتحدة بسبب سرطان القولون.

## وصلات خارجية
- ميكي روز على موقع IMDb (الإنجليزية)
- ميكي روز على موقع ألو سيني (الفرنسية)
- ميكي روز على موقع أول موفي (الإنجليزية)
- ميكي روز على موقع قاعدة بيانات الأفلام السويدية (السويدية)
- ميكي روز على موقع قاعدة بيانات الفيلم (الإنجليزية)
- ميكي روز على موقع كينوبويسك (الروسية)